# مركز الحقوق في جامعة جورجتاون
مركز الحقوق في جامعة جورجتاون (بالإنجليزية: Georgetown University Law Center)‏ هي كلية الحقوق بجامعة جورجتاون، وهي جامعة بحثية خاصة في واشنطن العاصمة، وقد تأسست عام 1870 وهي ثاني أكبر كلية حقوق في الولايات المتحدة من خلال التسجيل، وتتلقى طلبات بدوام كامل أكثر من أي كلية حقوق أخرى في الدولة.